# Japán az 1960. évi téli olimpiai játékokon
Japán az egyesült államokbeli Squaw Valleyben megrendezett 1960. évi téli olimpiai játékok egyik részt vevő nemzete volt. Az országot az olimpián 7 sportágban 41 sportoló képviselte, akik érmet nem szereztek.

## Alpesisí
Férfi
| Versenyző        | Versenyszám      | 1. futam | 1. futam | 2. futam | 2. futam | Összesítés | Összesítés |
| Versenyző        | Versenyszám      | Idő      | Hely.    | Idő      | Hely.    | Idő        | Helyezés   |
| ---------------- | ---------------- | -------- | -------- | -------- | -------- | ---------- | ---------- |
| Igaja Csiharu    | Lesiklás         |          |          |          |          | 2:25,0     | 34.        |
| Igaja Csiharu    | Műlesiklás       | 1:10,9   | 6.*      | 1:09,3   | 19.      | 2:20,2     | 12.        |
| Igaja Csiharu    | Óriás-műlesiklás |          |          |          |          | 1:55,8     | 23.        |
| Mitani Maszajosi | Lesiklás         |          |          |          |          | 2:31,3     | 53.        |
| Mitani Maszajosi | Műlesiklás       | 1:23,8   | 35.      | kizárták | kizárták | kiesett    | kiesett    |
| Mitani Maszajosi | Óriás-műlesiklás |          |          |          |          | 2:05,6     | 33.        |
| Tada Oszamu      | Lesiklás         |          |          |          |          | 2:28,5     | 46.        |
| Tada Oszamu      | Műlesiklás       | 1:17,2   | 21.*     | 1:26,8   | 34.      | 2:44,0     | 26.        |
| Tada Oszamu      | Óriás-műlesiklás |          |          |          |          | 2:06,5     | 35.        |
| Takeda Takasi    | Műlesiklás       | 1:26,7   | 42.      | 1:29,3   | 35.      | 2:56,0     | 33.        |
| Takeda Takasi    | Óriás-műlesiklás |          |          |          |          | 2:13,4     | 44.        |

## Északi összetett
| Versenyző       | Síugrás  | Síugrás  | Síugrás  | Síugrás  | Síugrás  | Síugrás  | Síugrás | Síugrás | Sífutás       | Sífutás       | Sífutás       | Összesítés | Összesítés |
| Versenyző       | 1. ugrás | 1. ugrás | 2. ugrás | 2. ugrás | 3. ugrás | 3. ugrás | Össz.   | Össz.   | Sífutás       | Sífutás       | Sífutás       | Összesítés | Összesítés |
| Versenyző       | Távolság | Pont     | Távolság | Pont     | Távolság | Pont     | Pont    | Hely.   | Idő           | Pont          | Hely.         | Pont       | Helyezés   |
| --------------- | -------- | -------- | -------- | -------- | -------- | -------- | ------- | ------- | ------------- | ------------- | ------------- | ---------- | ---------- |
| Etó Jószuke     | 62,0     | 106,0    | 62,5     | (101,5)  | 68,0     | 112,5    | 218,5   | 3.      | 1:05:51,4     | 211,484       | 23.           | 429,984    | 15.        |
| Josida Rikio    | 57,0     | 98,0     | 61,0     | (97,0)   | 64,0     | 104,0    | 202,0   | 17.**   | nem ért célba | nem ért célba | nem ért célba | kiesett    | kiesett    |
| Macui Takasi    | 58,0     | (98,5)   | 62,0     | 99,0     | 61,0     | 99,5     | 198,5   | 22.     | nem ért célba | nem ért célba | nem ért célba | kiesett    | kiesett    |
| Tanigucsi Akemi | 52,5     | (91,0)   | 58,5     | 96,0     | 62,0     | 98,0     | 194,0   | 26.     | 1:04:52,9     | 215,226       | 20.           | 409,226    | 24.        |

** - két másik versenyzővel azonos eredményt ért el

## Gyorskorcsolya
Férfi
| Versenyző         | Versenyszám | Eredmény | Helyezés |
| ----------------- | ----------- | -------- | -------- |
| Hori Jositaki     | 500 m       | 41,8     | 16.*     |
| Hori Jositaki     | 1500 m      | 2:21,7   | 29.*     |
| Kobajasi Súdzsi   | 1500 m      | 2:23,0   | 34.      |
| Kobajasi Súdzsi   | 5000 m      | 8:29,8   | 24.      |
| Kobajasi Súdzsi   | 10 000 m    | 17:20,8  | 21.      |
| Mizoo Takeo       | 500 m       | 43,7     | 36.*     |
| Mizoo Takeo       | 1500 m      | 2:22,6   | 33.      |
| Mizoo Takeo       | 5000 m      | 8:28,7   | 23.      |
| Mizoo Takeo       | 10 000 m    | 17:42,0  | 25.      |
| Nagakubo Fumio    | 500 m       | 41,1     | 9.       |
| Nagakubo Fumio    | 1500 m      | 2:18,7   | 21.      |
| Takemura Sinkicsi | 500 m       | 45,9     | 43.      |

Női
| Versenyző                 | Versenyszám | Eredmény | Helyezés |
| ------------------------- | ----------- | -------- | -------- |
| Hama Fumie                | 500 m       | 47,4     | 8.       |
| Hama Fumie                | 1000 m      | 1:36,1   | 7.       |
| Hama Fumie                | 1500 m      | 2:33,3   | 10.      |
| Nagakubo-Takamizava Hacue | 500 m       | 46,6     | 5.       |
| Nagakubo-Takamizava Hacue | 1000 m      | 1:35,8   | 5.*      |
| Nagakubo-Takamizava Hacue | 1500 m      | 2:43,7   | 19.      |
| Nagakubo-Takamizava Hacue | 3000 m      | 5:21,4   | 4.       |
| Takano Josiko             | 500 m       | 50,3     | 19.      |
| Takano Josiko             | 1000 m      | 1:39,9   | 16.      |
| Takano Josiko             | 1500 m      | 2:34,0   | 12.      |
| Takano Josiko             | 3000 m      | 5:30,9   | 10.      |

* - egy másik versenyzővel azonos eredményt ért el

## Jégkorong
| Japán férfi jégkorongcsapat-játékoskeret                                                       | Japán férfi jégkorongcsapat-játékoskeret                                                            | Japán férfi jégkorongcsapat-játékoskeret                                             |
| ---------------------------------------------------------------------------------------------- | --------------------------------------------------------------------------------------------------- | ------------------------------------------------------------------------------------ |
| - Akazava Sikasi - Honma Sinicsi - Honma Tosiei - Inacu Hidenori - Irie Acuo - Ivaoka Dzsódzsi | - Kakihara Takasi - Mijazaki Josihiro - Murano Maszao - Ono Iszao - Szegava Akijosi - Simada Sigeru | - Takagi Kunito - Takasima Mamoru - Tanabu Maszami - Tomita Sóicsi - Jamada Tosihiko |

### Eredmények
Csoportkör
A csoport
| Csapat     | M | Gy | D | V | G+ | G– | Gk  | P |
| ---------- | - | -- | - | - | -- | -- | --- | - |
| Kanada     | 2 | 2  | 0 | 0 | 24 | 3  | +21 | 4 |
| Svédország | 2 | 1  | 0 | 1 | 21 | 5  | +16 | 2 |
| Japán      | 2 | 0  | 0 | 2 | 1  | 38 | –37 | 0 |

| 1960. február 20. | Kanada (CAN) | 19 – 1 (5–0, 7–1, 7–0) | Japán | Squaw Valley |

|  |  |  |  |  |
|  |  |  |  |  |
|  |  |  |  |  |
|  |  |  |  |  |

| 1960. február 21. | Svédország (SWE) | 19 – 0 (8–0, 5–0, 6–0) | Japán | Squaw Valley |

|  |  |  |  |  |
|  |  |  |  |  |
|  |  |  |  |  |
|  |  |  |  |  |

Helyosztó csoportkör
| 1960. február 23. | Finnország (FIN) | 6 – 6 (2–1, 3–2, 1–3) | Japán | Squaw Valley |

|  |  |  |  |  |
|  |  |  |  |  |
|  |  |  |  |  |
|  |  |  |  |  |

| 1960. február 24. | Japán (JPN) | 13 – 2 (3–0, 4–0, 6–2) | Ausztrália | Squaw Valley |

|  |  |  |  |  |
|  |  |  |  |  |
|  |  |  |  |  |
|  |  |  |  |  |

| 1960. február 26. | Finnország (FIN) | 11 – 2 (2–1, 6–0, 3–1) | Japán | Squaw Valley |

|  |  |  |  |  |
|  |  |  |  |  |
|  |  |  |  |  |
|  |  |  |  |  |

| 1960. február 27. | Japán (JPN) | 11 – 3 (6–0, 2–1, 3–2) | Ausztrália | Squaw Valley |

|  |  |  |  |  |
|  |  |  |  |  |
|  |  |  |  |  |
|  |  |  |  |  |

Végeredmény
| Csapat     | M | Gy | D | V | G+ | G– | Gk  | P |
| ---------- | - | -- | - | - | -- | -- | --- | - |
| Finnország | 4 | 3  | 1 | 0 | 51 | 12 | +39 | 7 |
| Japán      | 4 | 2  | 1 | 1 | 33 | 23 | +10 | 5 |
| Ausztrália | 4 | 0  | 0 | 4 | 8  | 57 | –49 | 0 |

| Csapat | Helyezés |
| ------ | -------- |
| Japán  | 8.       |

## Műkorcsolya
| Versenyző     | Versenyszám  | Kötelező elemek   | Kötelező elemek | Kűr               | Kűr   | Összesítés                     | Összesítés                     | Összesítés                     | Összesítés                     | Összesítés                     | Összesítés                     | Összesítés                     | Összesítés                     | Összesítés                     | Összesítés        | Összesítés        | Összesítés  | Összesítés | Összesítés |
| Versenyző     | Versenyszám  | Kötelező elemek   | Kötelező elemek | Kűr               | Kűr   | Helyezési pontszámok bírónként | Helyezési pontszámok bírónként | Helyezési pontszámok bírónként | Helyezési pontszámok bírónként | Helyezési pontszámok bírónként | Helyezési pontszámok bírónként | Helyezési pontszámok bírónként | Helyezési pontszámok bírónként | Helyezési pontszámok bírónként | Több. hely. száma | Több. hely. össz. | Hely. össz. | Pont       | Helyezés   |
| Versenyző     | Versenyszám  | Több. hely. száma | Hely.           | Több. hely. száma | Hely. | 1                              | 2                              | 3                              | 4                              | 5                              | 6                              | 7                              | 8                              | 9                              | Több. hely. száma | Több. hely. össz. | Hely. össz. | Pont       | Helyezés   |
| ------------- | ------------ | ----------------- | --------------- | ----------------- | ----- | ------------------------------ | ------------------------------ | ------------------------------ | ------------------------------ | ------------------------------ | ------------------------------ | ------------------------------ | ------------------------------ | ------------------------------ | ----------------- | ----------------- | ----------- | ---------- | ---------- |
| Szató Nobuo   | Férfi egyéni | 6×12+             | 11.             | 9×17+             | 17.   | 14,0                           | 14,0                           | 15,0                           | 14,0                           | 11,0                           | 14,0                           | 11,0                           | 13,0                           | 14,0                           | 8×14+             | 105,0             | 120,0       | 1206,8     | 14.        |
| Ueno Dzsunko  | Női egyéni   | 6×15+             | 16.             | 5×19+             | 20.   | 16,0                           | 15,0                           | 17,0                           | 19,0                           | 16,0                           | 21,0                           | 19,0                           | 17,0                           | 18,0                           | 5×17+             | 81,0              | 158,0       | 1176,5     | 17.        |
| Fukuhara Miva | Női egyéni   | 7×19+             | 19.             | 5×21+             | 22.   | 21,0                           | 22,0                           | 21,0                           | 21,0                           | 21,0                           | 20,0                           | 21,0                           | 21,0                           | 20,0                           | 8×21+             | 166,0             | 188,0       | 1134,7     | 21.        |

## Sífutás
Férfi
| Versenyző                                                 | Versenyszám     | Eredmény  | Helyezés |
| --------------------------------------------------------- | --------------- | --------- | -------- |
| Kurita Eidzsi                                             | 15 km           | 58:57,0   | 45.      |
| Kurita Eidzsi                                             | 30 km           | 2:11:25,8 | 39.      |
| Kurita Eidzsi                                             | 50 km           | 3:38:40,6 | 27.      |
| Macuhasi Takasi                                           | 15 km           | 57:49,1   | 40.      |
| Macuhasi Takasi                                           | 30 km           | 2:06:25,5 | 35.      |
| Szató Kazuo                                               | 15 km           | 56:15,0   | 30.      |
| Szató Kazuo                                               | 30 km           | 2:07:07,2 | 37.      |
| Macuhasi Takasi Szató Kazuo Kurita Eidzsi Tanigucsi Akemi | 4 × 10 km váltó | 2:36:44,9 | 10.      |

## Síugrás
| Versenyző      | 1. ugrás | 1. ugrás | 1. ugrás | 2. ugrás | 2. ugrás | 2. ugrás | Összesítés | Összesítés |
| Versenyző      | Távolság | Pont     | Hely.    | Távolság | Pont     | Hely.    | Pont       | Helyezés   |
| -------------- | -------- | -------- | -------- | -------- | -------- | -------- | ---------- | ---------- |
| Etó Jószuke    | 85,5     | 102,2    | 17.      | 72,5     | 95,5     | 34.      | 197,7      | 25.        |
| Kikucsi Szadao | 88,5     | 104,1    | 13.      | 77,0     | 102,1    | 19.      | 206,2      | 15.        |
| Macui Takasi   | 78,5     | 92,6     | 33.      | 75,0     | 97,0     | 29.      | 189,6      | 30.        |
| Szató Kóicsi   | 82,0     | 98,4     | 24.      | 78,0     | 101,9    | 20.      | 200,3      | 22.        |